# Sejm nadzwyczajny 1761
Sejm nadzwyczajny 1761 – I Rzeczypospolitej, został zwołany 31 stycznia 1761 roku do Warszawy.
Sejmiki przedsejmowe w województwach odbyły się 16 marca, a sejmiki zatorski i halicki 9 marca, sejmiki pruskie 18 marca i generalny pruski 31 marca 1761 roku. 
Marszałkiem sejmu starej laski obrano Adama Małachowskiego krajczego koronnego. 
Obrady sejmu trwały od 27 kwietnia do 2 maja 1761 roku. 29 kwietnia sejm został zerwany przez 40 posłów.